# 变黑须腹菌
变黑须腹菌（学名：Rhizopogon nigrescens）是属于牛肝菌目须腹菌科须腹菌属的一种担子菌。该种分布于中国、美国等地。